# KSV Bornem
Maillots
Dernière mise à jour : 6 août 2018.
Le Koninklijke Sport Vereniging Bornem est un club de football belge localisé à Bornem, en province d'Anvers. Fondé en 1921, ce club porte le matricule 342. Ses couleurs sont Jaune et Rouge. Il tient son nom actuel d'une fusion intervenue en 1973 entre le K. FC Klein-Brabant et le K. FC VV Bornem. Le club évolue en 2018-2019 en Division 3 Amateur. C'est sa 37e saison en séries nationales.

## Histoire
Le Football Club Klein Brabant Puers est fondé en 1921, et s'affilie le 1er janvier 1924 à l'Union Belge. Plus tard dans l'année, un autre club est créé sur le territoire de Bornem, le Football Club Vlug & Vrij Bornem, qui rejoint l'Union Belge le 17 avril 1925. Lors de l'attribution des premiers numéros matricule en décembre 1926, le Klein Brabant reçoit le 342, et le Vlug & Vrij le 489.
Les deux clubs évoluent dans les séries régionales anversoises. Le premier à rejoindre les séries nationales est le Vlug & Vrij, qui dispute deux saisons en Promotion, alors troisième et dernier niveau national, au milieu des années 1930. Il n'y reviendra plus jamais par la suite. Durant la guerre, le Klein Brabant rejoint à son tour la Promotion. Il en est relégué après une saison. À la fin du conflit, la fédération belge décide d'annuler toutes les relégations subies pendant celui-ci, ce qui permet au club de revenir en nationales en 1945. Il en est néanmoins à nouveau relégué deux ans plus tard.
En 1954, le club est reconnu « Société Royale », et adapte son nom le 25 février en KFC Klein Brabant, puis ajoute la mention de la commune, Bornem, à son nom le 12 mars. Huit ans plus tard, c'est au tour du Vlug & Vrij d'obtenir cette reconnaissance. Lui aussi adapte son nom le 20 juillet 1962 en KFC Vlug & Vrij Bornem. Les deux clubs évoluent à l'époque dans les séries provinciales anversoises.
Le 1er juillet 1973, une fusion a lieu entre les deux clubs de Bornem, pour former le Sportvereniging Bornem. Le club fusionné conserve le matricule 342 du Klein Brabant, plus ancien, et le matricule 489 du Vlug & Vrij est radié par la Fédération. Sept mois plus tard, le club reprend la mention Koninklijke dans son appellation officielle, qui n'a plus été modifiée depuis. Six ans après cette fusion, le club est de retour en Promotion, devenue en 1952 le quatrième niveau national belge. Dès sa première saison, il termine vice-champion, à bonne distance du vainqueur, le FC Testelt. Deux ans plus tard, le club remporte le titre dans sa série et est promu en Division 3. Sept saisons durant, le KSV Bornem termine dans le ventre mou du classement, avec pour meilleur résultat une huitième place. En 1990, le club termine quatorzième, à égalité de points avec le KVK Ninove. Un match de barrage est organisé pour départager les deux équipes. Bornem s'incline, et est relégué en Promotion après huit saisons en troisième division.

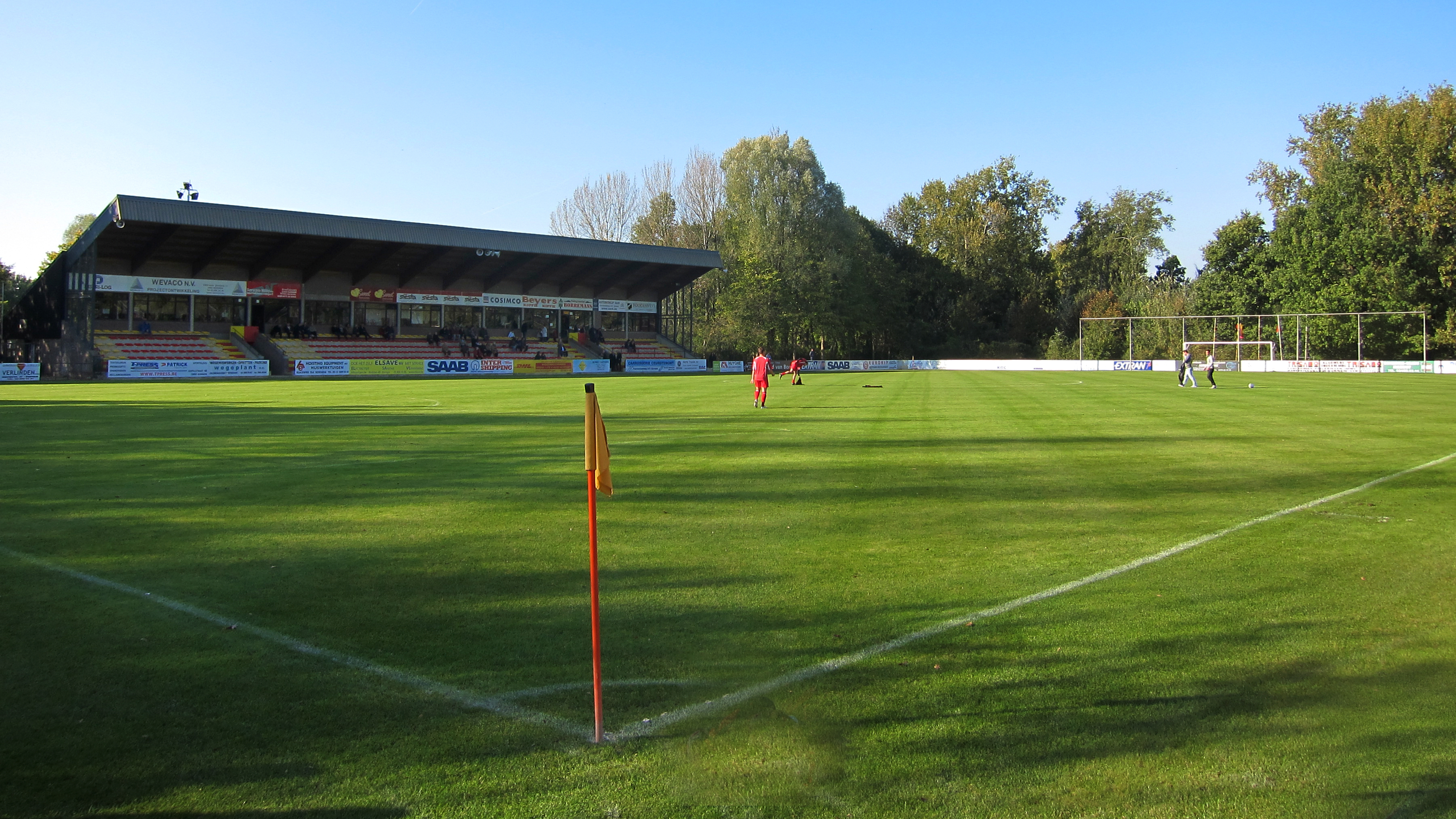
Le stade du KSV Bornem

Le club manque de peu la remontée lors des deux saisons qui suivent sa relégation, mais il est ensuite renvoyé vers la première provinciale en 1993, après quatorze saisons consécutives dans les divisions nationales. Le club met cinq ans à remonter en Promotion, où il reste de 1998 à 2001. À nouveau relégué en provinciales, le club remonte directement la saison suivante. Pour son retour en Promotion, il termine vice-champion, et se qualifie pour le tour final. Durant celui-ci, il élimine successivement Montegnée, Denderhoutem et Seraing-RUL, ce qui lui permet d'être promu en Division 3.
Pas préparé à une accession si rapide au niveau supérieur, Bornem doit lutter pour son maintien. Il y arrive de peu durant deux saisons, mais la troisième est fatale au club, qui termine dernier de sa série et est renvoyé en Promotion. Qualifié pour le tour final pour la montée la saison suivante, il en est éliminé d'emblée par le KSV Temse. Deux ans plus tard, il échoue vice-champion, à trois points du... KSV Temse, puis est éliminé au premier tour du tour final par Bertrix. Finalement, le club parvient à remporter un nouveau titre de Promotion la saison suivante, ce qui lui permet de remonter en troisième division pour la saison 2010-2011. Il parvient à assurer son maintien de justesse, et commence la saison suivante en force, occupant la quatrième place à la mi-championnat.

### Relégation...
En 2016, le K. SV Bornem ne peut faire mieux qu'une 14e place sur 18. Un classement synonyme de relégation au 4e niveau qui, à la suite de la réforme des compétitions, prend le nom de « Division 2 Amateur VFV ». Dorénavant les divisions sous la 3e se joue par régime linguistique distinct (Néerlandophones d'un côté, Francophone et Germanophone de l'autre). Ne termine que 13e et barragiste de sa série, en 2017, le matricule 342 perd le match d'appui prévu mais évite la relégation car il n'y a pas de descendant néerlandophone supplémentaire depuis l'échelon supérieur. La saison suivante est pénible pour Bornem qui ne peut éviter la « lanterne rouge » et la descente au 5e étage. Un échelon hiérarchique que le club n'a plus connu depuis 2003.

### ... et retour en Provinciales
Après un exercice 2018-2019 très moyen (11e), le K. SV Bornem occupe le 16e et dernier rang quand le championnat 2019-2020 est arrêté le 12 mars 2020 en raison de la Pandémie de Covid-19. Après quelques semaines d'hésitation, la fédération décide de figer tous les classements et d'appliquer les relégations et montées tel que le prévues initialement par le règlement. Bornem est renvoyé en séries provinciales anversoises.

## KFC Vlug en Vrij Bornem
Ce club est constitué en 1924 sous l'appellation Vlug en Vrij Bornhem et s'affilie à l'URBSFA l'année suivante.
Le 21 décembre 1926 quand la fédération belge publie dans son organe officiel, La Vie Sportive, la première liste des numéro d'immatriculation de ses clubs, le V&V Bornem figure en regard du n°489.
À l'occasion de son dixième anniversaire, en 1934, le club est le premier de sa localité à atteindre les séries nationales (le « FC Klein Brabant » n'y arrive que 8 ans plus tard).«  Vlug en Vrij » s'y maintient deux saisons, mais est ensuite relégué. Il ne parvient jamais plius à y revenir.
Reconnu « Société Royale » en 1962, il prend la dénomination de K. FC Vlug en Vrij Bornem. Onze ans plus tard, il entre dans la fusion créant le K. SV Bornem et le « matricule 489 » est radié.

## Résultats dans les divisions nationales
Statistiques mises à jour le 9 août 2021 - au terme de la saison 2020-2021

### Palmarès
- 2 fois champion de Belgique de Promotion en 1982 et 2010.

### Bilan
| Niv | Divisions     | Jouées | Titres | TM Up | TM Down |
| --- | ------------- | ------ | ------ | ----- | ------- |
| I   | 1re nationale | 0      | 0      |       |         |
| II  | 2e nationale  | 0      | 0      |       |         |
| III | 3e nationale  | 20     | 0      |       | 2       |
| IV  | 4e nationale  | 16     | 2      | 3     | 1       |
| V   | 5e nationale  | 2      | 0      |       |         |
|     |               |        |        |       |         |
|     | TOTAUX        | 38     | 2      | 3     | 3       |

- TM Up : test-match pour départager des égalités, ou toutes formes de Barrages ou de Tour final pour une montée éventuelle.
- TM Down : test-match pour départager des égalités, ou toutes formes de Barrages ou de Tour final pour le maintien.

### Classement saison par saison
| Ordre               | Saison  | Nom du club      | Niveau                         | Classement final | Remarques                  |
| ------------------- | ------- | ---------------- | ------------------------------ | ---------------- | -------------------------- |
| 1                   | 1942-43 | FC Klein-Brabant | Promotion (D3) série C         | 14e/14           | Relégué !                  |
| séries régionales   |         |                  |                                |                  |                            |
| 2                   | 1945-46 | FC Klein-Brabant | Promotion (D3) série A         | 10e/18           |                            |
| 3                   | 1946-47 | FC Klein-Brabant | Promotion (D3) série A         | 13e/18           | Relégué !                  |
| séries régionales   |         |                  |                                |                  |                            |
| 4                   | 1979-80 | K. SV Bornem     | Promotion série B              | 2e/16            | [ saisons 2 ]              |
| 5                   | 1980-81 | K. SV Bornem     | Promotion série A              | 10e/16           |                            |
| 6                   | 1981-82 | K. SV Bornem     | Promotion série A              | 1er/16           | Champion et promu !        |
| 7                   | 1982-83 | K. SV Bornem     | Division 3 série A             | 9e/16            |                            |
| 8                   | 1983-84 | K. SV Bornem     | Division 3 série A             | 8e/16            |                            |
| 9                   | 1984-85 | K. SV Bornem     | Division 3 série A             | 12e/16           |                            |
| 10                  | 1985-86 | K. SV Bornem     | Division 3 série B             | 12e/16           |                            |
| 11                  | 1986-87 | K. SV Bornem     | Division 3 série B             | 8e/16            |                            |
| 12                  | 1987-88 | K. SV Bornem     | Division 3 série A             | 12e/16           |                            |
| 13                  | 1988-89 | K. SV Bornem     | Division 3 série A             | 13e/16           |                            |
| 14                  | 1989-90 | K. SV Bornem     | Division 3 série A             | 14e/16           | Relégué après test-match ! |
| 15                  | 1990-91 | K. SV Bornem     | Promotion série B              | 2e/16            | [ saisons 4 ]              |
| 16                  | 1991-92 | K. SV Bornem     | Promotion série B              | 3e/16            |                            |
| 17                  | 1992-93 | K. SV Bornem     | Promotion série B              | 14e/16           | Relégué !                  |
| séries provinciales |         |                  |                                |                  |                            |
| 18                  | 1998-99 | K. SV Bornem     | Promotion série B              | 7e/16            |                            |
| 19                  | 99-2000 | K. SV Bornem     | Promotion série B              | 6e/16            |                            |
| 20                  | 2000-01 | K. SV Bornem     | Promotion série B              | 14e/16           | Relégué !                  |
| séries provinciales |         |                  |                                |                  |                            |
| 21                  | 2002-03 | K. SV Bornem     | Promotion série B              | 2e/16            | Promu via tour final       |
| 22                  | 2003-04 | K. SV Bornem     | Division 3 série A             | 13e/16           |                            |
| 23                  | 2004-05 | K. SV Bornem     | Division 3 série A             | 13e/16           |                            |
| 24                  | 2005-06 | K. SV Bornem     | Division 3 série A             | 16e/16           | Relégué !                  |
| 25                  | 2006-07 | K. SV Bornem     | Promotion série B              | 4e/16            | Tour final                 |
| 26                  | 2007-08 | K. SV Bornem     | Promotion série B              | 8e/16            |                            |
| 27                  | 2008-09 | K. SV Bornem     | Promotion série B              | 2e/16            | Tour final                 |
| 28                  | 2009-10 | K. SV Bornem     | Promotion série B              | 1er/16           | Champion et promu          |
| 29                  | 2010-11 | K. SV Bornem     | Division 3 série A             | 15e/18           |                            |
| 30                  | 2011-12 | K. SV Bornem     | Division 3 série B             | 7e/18            |                            |
| 31                  | 2012-13 | K. SV Bornem     | Division 3 série A             | 10e/18           |                            |
| 32                  | 2013-14 | K. SV Bornem     | Division 3 série A             | 16e/18           | Barrages                   |
| 33                  | 2014-15 | K. SV Bornem     | Division 3 série A             | 13e/18           |                            |
| 34                  | 2015-16 | K. SV Bornem     | Division 3 série A             | 14e/18           | Relégué !                  |
| 35                  | 2016-17 | K. SV Bornem     | Division 2 Amateur VFV série A | 14e/16           | Barrages                   |
| 36                  | 2017-18 | K. SV Bornem     | Division 2 Amateur VFV série A | 16e/16           | Relégué !                  |
| 37                  | 2018-19 | K. SV Bornem     | Division 3 Amateur VFV série B | 11e/16           |                            |
| 38                  | 2019-20 | K. SV Bornem     | Division 3 Amateur VFV série A | 16e/16           | Relégué !                  |
| séries provinciales |         |                  |                                |                  |                            |

## Anciens joueurs connus
- Jean-Paul Boeka-Lisasi, attaquant ayant disputé 150 matches de première division dans plusieurs clubs, joue un an à Bornem en 2006.
- Theo Custers, ancien gardien international, joue deux saisons à Bornem de 1986 à 1988.
- Jean Janssens, huit fois international, champion de Belgique, vainqueur de la Coupe de Belgique, Soulier d'or 1979 avec Beveren, termine sa carrière à Bornem.
- Paul Put, connu surtout comme entraîneur dans plusieurs clubs belges, cité dans l'Affaire Yé, il entraîne aussi des sélections représentatives africaines, joue un an à Bornem durant sa carrière.

## Direction du club
- Président : Dirk Maes
- Président d'Honneur : Jozef van Eetvelt
- Vice-président : Armand De Smet
- Secrétaire général : Frans Meskens
- Trésorier : Frans Moens

## Résultats du KFC Vlug & Vrij Bornem dans les divisions nationales
Statistiques clôturées, club disparu

### Bilan
| Niv | Divisions     | Jouées | Titres | TM Up | TM Down |
| --- | ------------- | ------ | ------ | ----- | ------- |
| I   | 1re nationale | 0      | 0      |       |         |
| II  | 2e nationale  | 0      | 0      |       |         |
| III | 3e nationale  | 2      | 0      |       |         |
| IV  | 4e nationale  | 0      | 0      |       |         |
| V   | 5e nationale  | 0      | 0      |       |         |
|     |               |        |        |       |         |
|     | TOTAUX        | 2      | 0      | 0     | 0       |

- TM Up : test-match pour départager des égalités, ou toutes formes de Barrages ou de Tour final pour une montée éventuelle.
- TM Down : test-match pour départager des égalités, ou toutes formes de Barrages ou de Tour final pour le maintien.

### Classement saison par saison
| Ordre                               | Saison  | Nom du club                                           | Niveau                                                | Classement final                                      | Remarques                                             |
| ----------------------------------- | ------- | ----------------------------------------------------- | ----------------------------------------------------- | ----------------------------------------------------- | ----------------------------------------------------- |
| 1                                   | 1934-35 | Vlug & Vrij Bornem                                    | Promotion (D3) série B                                | 11e/14                                                |                                                       |
| 2                                   | 1935-36 | Vlug & Vrij Bornem                                    | Promotion (D3) série B                                | 14e/14                                                | Relégué!                                              |
| séries régionales puis provinciales |         |                                                       |                                                       |                                                       |                                                       |
| X                                   | 1973    | Fusion avec Klein-Brabant, le matricule 489 disparaît | Fusion avec Klein-Brabant, le matricule 489 disparaît | Fusion avec Klein-Brabant, le matricule 489 disparaît | Fusion avec Klein-Brabant, le matricule 489 disparaît |